# Îles Torrès
Ne pas confondre avec les îles du Détroit de Torrès en Australie.
Pour les articles homonymes, voir Torres.
Les îles Torres ou Torrès sont un archipel du Vanuatu situé au nord-ouest des îles Banks avec lesquelles elles forment la province administrative de Torba. C’est l’archipel le plus septentrional du pays, proche de la frontière maritime avec les îles Salomon. Elles sont peuplées par 826 habitants.

## Géographie
L’archipel est composé de sept îles, du nord au sud :
- Hiw, la plus grande île ;
- Metoma ;
- Tegua ;
- Ngwel /ŋwel/, un îlot inhabité ;
- Linua, avec l'unique aéroport ;
- Loh ou Lo ;
- Toga.

## Histoire
Elles sont nommées d'après Luis Váez de Torrès, un navigateur espagnol qui les a découvertes lors de l'expédition de Queirós en 1606. Il a ensuite reconnu le détroit de Torrès qui porte également son nom.
Elles auraient compté près de 4 000 habitants vers 1800, et auraient connu leur pic inférieur (489) en 1989.

## Culture
Deux langues sont parlées dans l’archipel : le hiw, parlé sur l’île du même nom, et le lo-toga, parlé sur les autres îles.
La conversion par la mission anglicane a fabriqué une homogénéité religieuse, sans éliminer les traditions, dont celles des sociétés secrètes, les temēt.
L'économie repose sur les cultures vivrières itinérantes, les cocoteraies (et le coprah), les crabes de cocotiers, et depuis peu le kava.